# Pama
Pama é um município da Áustria localizado no distrito de Neusiedl am See, no estado de Burgenland.